# یوتا خرچنگ
یوتا خرچنگ یک ستاره است که در صورت فلکی خرچنگ قرار دارد.